# 阿斯蒂新村
阿斯蒂新村（義大利語：Villanova d'Asti）是意大利阿斯蒂省的一个市镇。总面积42.14平方公里，人口5701人，人口密度135.3人/平方公里（2009年）。ISTAT代码为005118。